# Martin Pfaff
Martin Pfaff (* 31. März 1939 in Tevel, Komitat Tolna, Ungarn) ist ein deutscher Politiker (SPD) und emeritierter Professor an der Universität Augsburg. Von 1990 bis 2002 gehörte er dem Deutschen Bundestag an. Pfaff ist verheiratet mit der Professorin für Volkswirtschaft Anita Bose-Pfaff, Tochter des indischen Freiheitskämpfers Subhash Chandra Bose.

## Leben
Pfaff absolvierte nach dem Abitur ein Studium in Indien, welches er 1961 mit dem Bachelor of Commerce abschloss. Im Jahr 1963 machte er daraufhin seinen MBA-Abschluss. Während seiner Studienjahre engagierte er sich von 1958 bis 1962 als ehrenamtlicher Schatzmeister und Mitarbeiter zweier Blindenschulen in Indien. 

## Akademische Karriere
Von 1965 arbeitete er bis 1974 als Hochschullehrer an verschiedenen Universitäten in den USA. Seit 1971 hatte er auch den Lehrstuhl für Volkswirtschaftslehre an der Universität Augsburg inne. Er war Gründer und wissenschaftlicher Direktor des Internationalen Instituts für empirische Sozialökonomie (INIFES). Von 1985 bis 1990 war er auch Mitglied des Sachverständigenrates für die Konzertierte Aktion im Gesundheitswesen. Seine Forschungsschwerpunkte sind Transferökonomie, Verteilungs- und Sozialpolitik, Stadt- und Regionalforschung und Gesundheitsökonomie. Er ist Verfasser und Herausgeber mehrerer Bücher, Monographien und zahlreicher Aufsätze aus den Gebieten Sozialpolitik, Arbeitsmarktpolitik, Finanzpolitik, Umweltpolitik, Bildungspolitik, kommunale Sozial- und Infrastrukturpolitik.

## Politik
Pfaff wurde 1976 Mitglied im Ortsverein Hochfeld der SPD und wurde bald darauf Beisitzer im Ortsvereins- und Unterbezirksvorstand, außerdem Vorsitzender des SPD-Unterbezirks Augsburg und des SPD-Bezirksvorstandes Schwaben. Er war Mitglied in der Arbeitsgemeinschaft der Sozialdemokraten im Gesundheitswesen (ASG) und seit 1994 Bundesvorsitzender der ASG. Im Jahr 1990 wurde Pfaff in den Deutschen Bundestag gewählt, dem er drei Legislaturperioden bis 2002 angehörte.

## Autobiografie
- Martin Pfaff: Grenzgänger. epubli, 2015 ISBN 9783737543033